# Rimsø Præstegård
Rimsø Præstegård ligger på Norddjursland i Rimsø, Rimsø Sogn. Den bygningsfredede stråtækte bindingsværkgård blev grundlagt i 1593 og er siden blevet ombygget. Fredningen stammer fra 1959. Rimsø Præstegård er i øvrigt landets længste.
Ved siden af præstegården ligger Rimsø Kirke. Der findes en meget flot runesten med et sjældent eksempel på lønskrift og en af Mester Horders smukke stenportaler.